# Kanton Le Chesnay-Rocquencourt
Kanton Le Chesnay-Rocquencourt ( vóór 2021 : Kanton Le Chesnay) is een kanton van het Franse departement Yvelines. Het kanton maakt deel uit van de arrondissementen Versailles (4) en Saint-Germain-en-Laye (1).

## Gemeenten
Het kanton Le Chesnay omvatte tot 2014 de volgende 2 gemeenten:
- Le Chesnay (hoofdplaats)
- Rocquencourt

Door de herindeling van de kantons bij decreet van 21 februari 2014, met uitwerking op 22 maart 2015, werd het kanton uitgebreid met volgende 4 gemeenten :
- Bailly
- Bougival
- La Celle-Saint-Cloud
- Louveciennes

Op 1 januari 2019 werden de gemeenten Le Chesnay en Rocquencourt samengevoegd tot de fusiegemeente (commune nouvelle) Le Chesnay-Rocquencourt die ook de hoofdplaats is.

De naam van het kanton werd bij decreet van 24 februari 2021 hieraan aangepast.